# Szeroka (Ukraina)
Szeroka (ukr. Широке, Szyroke) – wieś na Ukrainie, w obwodzie wołyńskim, w rejonie łuckim. W 2001 roku liczyła 456 mieszkańców.
Do 2020 w rejonie horochowskim. 